# Lirceus hoppinae
Lirceus hoppinae är en kräftdjursart som först beskrevs av Faxon 1889.  Lirceus hoppinae ingår i släktet Lirceus och familjen sötvattensgråsuggor.

## Underarter
Arten delas in i följande underarter:
- L. h. hoppinae
- L. h. ouachitaensis
- L. h. ozarkensis